# Oostenrijks voetbalkampioenschap 1917/18
1917/18 was het 7de seizoen in de Oostenrijkse competitie, ingericht door de NÖFV (Niederösterreichische Fußballverband). De competitie stond enkel open voor clubs uit de hoofdstad Wenen en voorsteden daarvan.

## Wiener 1. Klasse
Tien clubs streden om de landstitel, ze troffen elkaar tweemaal. Door de Eerste Wereldoorlog vond er geen promotie en degradatie plaats, wat ASV Hertha Wien nu al voor de derde opeenvolgende keer redde. Floridsdorfer werd voor de eerste en enige keer landskampioen.
| Pl. | Club                  | Wed | W  | G | V  | DS    | Ptn |
| --- | --------------------- | --- | -- | - | -- | ----- | --- |
| 1.  | Floridsdorfer AC      | 18  | 9  | 6 | 3  | 47-16 | 24  |
| 2.  | SK Rapid Wien (M)     | 18  | 9  | 6 | 3  | 46-23 | 24  |
| 3.  | Wiener Association FC | 18  | 10 | 2 | 6  | 52-41 | 22  |
| 4.  | SpC Rudolfshügel      | 18  | 9  | 4 | 5  | 45-31 | 22  |
| 5.  | Wiener AC             | 18  | 5  | 8 | 5  | 33-24 | 18  |
| 6.  | SC Wacker Wien        | 18  | 7  | 3 | 8  | 26-35 | 17  |
| 7.  | Wiener Sport-Club     | 18  | 6  | 3 | 9  | 35-50 | 15  |
| 8.  | Wiener Amateur SV     | 18  | 4  | 7 | 7  | 23-33 | 15  |
| 9.  | 1. Simmeringer SC     | 18  | 6  | 2 | 10 | 30-47 | 14  |
| 10. | ASV Hertha Wien       | 18  | 1  | 7 | 10 | 24-61 | 9   |

### Topschutters
20 goals: Eduard Bauer (Rapid)
14 goals: Necas (Rudolfshügel), Pak (WAF)
13 goals: Karl Heinlein (WAC)
11 goals: Johann Strnad (Sport-Club), Leopold Neubauer (WAF), Franz Biegler (FAC)
10 goals: Franz Heinzl (WAF)
09 goals: Ferdinand Humenberger (FAC)
08 goals: Ferdinand Swatosch (Rapid)
07 goals: Josef Wana (Wacker), Senzer (Hertha), Holzer (Simmering), Götz (Simmering), Fröhler (Rudolfshügel)
06 goals: Friedrich Wagner (Rudolfshügel), Slutzky (WAC), Wilhelm Schmieger (Sport-Club), Huber (Wacker), Viktor Hierländer (FAC)

## Wiener 2. Klasse A
Uitslagen zijn niet meer bekend.
| Pl. | Club                   | Wed | W | G | V | DS | Ptn |
| --- | ---------------------- | --- | - | - | - | -- | --- |
| 1.  | SC Donaustadt          |     |   |   |   |    |     |
| 2.  | SC Rot-Stern Wien      |     |   |   |   |    |     |
| 3.  | First Vienna FC 1894   |     |   |   |   |    |     |
|     | SK Admira Wien         |     |   |   |   |    |     |
|     | SK Slovan Wien         |     |   |   |   |    |     |
|     | Nußdorfer AC           |     |   |   |   |    |     |
|     | SC Hakoah Wien         |     |   |   |   |    |     |
|     | Jedlersdorfer SC       |     |   |   |   |    |     |
|     | SC Bewegung X Wien (A) |     |   |   |   |    |     |
|     | Ottakringer SC         |     |   |   |   |    |     |

### Promovendi uit Wiener 2. Klasse B
- SC Ober-St. Veit
- FC Sturm 1907 Wien

1911/12 · 1912/13 · 1913/14 · 1914/15 · 1915/16 · 1916/17 · 1917/18 · 1918/19 · 1919/20 · 1920/21 · 1921/22 · 1922/23 · 1923/24 · 1924/25 · 1925/26 · 1926/27 · 1927/28 · 1928/29 · 1929/30 · 1930/31 · 1931/32 · 1932/33 · 1933/34 · 1934/35 · 1935/36 · 1936/37 · 1937/38 · 1938/39 · 1939/40 · 1940/41 · 1941/42 · 1942/43 · 1943/44 · 1944/45 · 1945/46 · 1946/47 · 1947/48 · 1948/49 · 1949/50 · 1950/51 · 1951/52 · 1952/53 · 1953/54 · 1954/55 · 1955/56 · 1956/57 · 1957/58 · 1958/59 · 1959/60 · 1960/61 · 1961/62 · 1962/63 · 1963/64 · 1964/65 · 1965/66 · 1966/67 · 1967/68 · 1968/69 · 1969/70 · 1970/71 · 1971/72 · 1972/73 · 1973/74 · 1974/75 · 1975/76 · 1976/77 · 1977/78 · 1978/79 · 1979/70 · 1980/81 · 1981/82 · 1982/83 · 1983/84 · 1984/85 · 1985/86 · 1986/87 · 1987/88 · 1988/89 · 1989/90 · 1990/91 · 1991/92 · 1992/93 · 1993/94 · 1994/95 · 1995/96 · 1996/97 · 1997/98 · 1998/99 · 1999/00 · 2000/01 · 2001/02 · 2002/03 · 2003/04 · 2004/05 · 2005/06 · 2006/07 · 2007/08 · 2008/09 · 2009/10 · 2010/11 · 2011/12 · 2012/13 · 2013/14 · 2014/15 · 2015/16 · 2016/17 · 2017/18 · 2018/19 · 2019/20 · 2020/21 · 2021/22 · 2022/23